# Curtiss-Wright X-19
Curtiss-Wright X-19 je bil ameriški eksperimentalni tiltrotor zrakoplov, ki so ga razvijali v zgodnjih 1960ih. X-19 bi lahko vzletal in pristajal vertikalno kot helikopter, med letom bi se rotorji nagnili za 90 stopinj in tako bi se spremenil v turbopropelersko letalo.
X-19 je imel dve tandem krili in štiri nagibne rotorje. Poganjala sta ga dva turbogredna motorja Avco Lycoming T55-L-5.

## Specifikacije (X-19)
Splošne karakteristike
- Posadka: 2
- Tovor: 1200 lb (544 kg)
- Dolžina: 42,08 ft (12,83 m)
- Razpon kril: 19,5 ft (spredaj) / 21,5 ft (zadaj) (5,94 m / 6,55 m)
- Višina: 17,17 ft (5,2 m)
- Teža praznega letala: 9775 lb (4425 kg)
- Maks. vzletna teža: 13660 lb (6196 kg)
- Pogon letala: 2 ×  turbogredni motor Avco Lycoming T55-L-5, 2200 KM (1640 kW)  vsak

 Zmogljivost 
- Maks. hitrost: 454 mph (730 km/h)
- Doseg: 325 milj (523 km)